# Lord Abernethy
Lord Abernethy war ein erblicher britischer Adelstitel in der Peerage of Scotland.

## Verleihung
Der Titel wurde am 24. Juni 1233 von König Alexander II. durch Letters Patent an Laurence Abernethy, den erblichen Laien-Abt des Klosters von Abernethy in Perth and Kinross verliehen. 
Der Titel erlosch beim Tod seines Sohnes, des 2. Lords, um 1325.

## Liste der Lords Abernethy (1233)
- Laurence Abernethy, 1. Lord Abernethy († um 1292)
- Alexander Abernethy, 2. Lord Abernethy († um 1325)